# Pelahatchie
Pelahatchie város az Amerikai Egyesült Államok Mississippi államában, Rankin megyében. 

## Népesség
A település népességének változása: